# Liste der Baudenkmale in Rangitikei
Die Liste der Baudenkmale in Rangitikei umfasst alle vom New Zealand Historic Places Trust (NZHPT) als „Historic Place“ oder „Historic Area“ eingestuften Baudenkmale und Flächendenkmale der neuseeländischen Ortschaft Rangitikei. Die Angaben stammen aus dem Register des NZHPT. Die Bezeichnungen der Baudenkmale orientieren sich an diesem Register. In die Liste werden auch bekannte Wahi Tapu (Area), kulturell und religiös bedeutsame Stätten und Gebiete der Māori, aufgenommen. Sie werden jedoch meist nicht publiziert.

| Bild                         | Bezeichnung                  | Ort        | Anschrift                                          | Beschreibung                                                             | Bauzeit                                     | Eintrag            | Nummer | Kat. |
| ---------------------------- | ---------------------------- | ---------- | -------------------------------------------------- | ------------------------------------------------------------------------ | ------------------------------------------- | ------------------ | ------ | ---- |
| BW                           | Te Awamate                   | Rangitikei | Forest Road, Parewanui Karte                       | archäologische Fundstätte: ehemaliger Pā in einem Sumpfgebiet            | bereits bewohnt in den späten 1880er Jahren | 23. Juni 1986      | 6234   | 1    |
| BW                           | Scott's Ferry Site           | Parewanui  | Parewanui Road, Port of Rangitikei Karte (ungenau) | ehemaliger Ort einer Fähre mit an Land ausgestelltem Fährboot            | 1840er                                      | 17. April 1998     | 7421   | 1    |
|                              | Pa                           | Rangitikei | n.a.                                               | Pā, befestigtes Dorf der Māori, NZ Archaeological Association Site S23/3 | n.a.                                        | 19. September 1986 | 6230   | 2    |
|                              | Gunfighter Pa                | Rangitikei | n.a.                                               | Pā, befestigtes Dorf der Māori, NZ Archaeological Association Site S23/4 | n.a.                                        | 19. September 1986 | 6231   | 2    |
| BW                           | Redoubt                      | Rangitikei | Dalrymple Road Karte                               | Befestigungsanlage NZ Archaeological Association Site S23/5              | n.a.                                        | 19. September 1986 | 6232   | 2    |
| Springvale Suspension Bridge | Springvale Suspension Bridge | Rangitikei | Taihape-Napier Road Karte                          | Hängebrücke                                                              | 1923/1925                                   | 19. September 1986 | 7535   | 2    |